# Pulau Sipan
Pulau Sipan is een bestuurslaag in het regentschap Kuantan Singingi van de provincie Riau, Indonesië. Pulau Sipan telt 1145 inwoners (volkstelling 2010).